# Orgullo de Nuuk
El Orgullo de Nuuk es un festival LGBT que se celebra cada mes de junio en Nuuk, Groenlandia. Una ocasión colorida y festiva, combina temas políticos con conciertos, películas y un desfile y diferentes arreglos. El punto focal es Katuaq en el centro de la ciudad. Por lo general, el día del Orgullo se celebra con diversas actividades y congregaciones y culmina con un desfile.

## Historia
El 15 de mayo de 2010 se celebró por primera vez el orgullo LGBT en Nuuk con la participación de unas 1000 personas y simpatizantes gays, lesbianas, transgénero y bisexuales, quienes participaron en el desfile con carrozas y banderas. La organización estuvo a cargo de la cineasta y activista inuit Nuka Bisgaard, y entre sus primeros organizadores también se encontraba Lu Berthelsen, músico bisexual de la escena underground de Groenlandia.
El Orgullo de Nuuk de 2012 se celebró el 26 de mayo; entre los eventos que se realizaron en Katuaq estuvo un discurso a cargo de la alcaldesa de Sermersooq, Asii Chemnitz Narup, y presentaciones de drag por parte de Nuka Tha Diva y Derrick Barry. La quinta edición del Orgullo de Nuuk se realizó el 14 de junio de 2014, e incluyó una marcha a la que asistieron alrededor de 400 personas.
La celebración de la marcha del orgullo LGBT en Nuuk originó que en 2014 fuera revivida la organización LGBT Qaamaneq, que había estado activa en Groenlandia entre 2002 y 2007. A la vez, los festejos realizados en Nuuk originaron en que en Sisimiut se realizara por primera vez una marcha del orgullo el 9 de abril de 2016.
La edición de 2023 del Orgullo de Nuuk está programada para el 14 de julio, con la presentación de shows musicales y de drag queens en Katuaq.